# ناصر بن محمد بن عبد الله بن جلوي آل سعود
الأمير ناصر بن محمد بن عبد الله بن جلوي آل سعود، نائب أمير منطقة جازان منذ 8 مايو 2025.